# Libor Pavlata
Libor Pavlata (* 14. srpna 1962, Hradec Králové) je český písničkář, textař a skladatel (pop, pop-rock, folk). Dlouholetý člen Akademie populární hudby a zakladatel populárního festivalu JamRock. 
Je autorem písní s často melodickým hitovým charakterem s důrazem na kvalitní texty, které zároveň i zpívá. Průběžně spolupracuje s mnoha dalšími známými osobnostmi – Františkem Černým (Čechomor), Lenkou Dusilovou, Janem Ponocným (ex. Ivan Král, ex. M. Žbirka), Michalem Malátným (Chinaski), Pavlem Bohatým (Anna K, ex Blue Effect), Ondřejem Klimkem (Vltava, ex Ennio Morricone, BSP), Václavem Bláhou (Divokej Bill), bratři Homolové (Wohnout), atd. 

## Život a dílo
Libor Pavlata pracoval před revolucí na Českém hydrometeorologickém ústavu. Po revoluci jako šéfredaktor odborných časopisů Výběr a InStore Marketing, vydavatel a pořadatel mezinárodních odborných marketingových konferencí. V letech 1997–1998 založil východoevropskou pobočku největší neziskové organizace na světě POPAI CentralEurope. Byl pilot rallye - závodního týmu Virgin rallye team a vítěz několika závodů Českého poháru v rallye.
Hudbě se začal věnovat na gymnáziu a v prvním ročníku Vysoké školy zemědělské, kdy začal hrát na samostatných vystoupeních v hudebních klubech. Několikrát se umístil, vč. vítězství v hudebních soutěžích. Po ukončení písničkářského folkového období, dlouhá léta skládal hudbu a psal texty. Některé později využil k vydání sedm let chystaného debutového alba Nic nemusíš - 2014 s úspěšnou[ujasnit] stejnojmennou titulní písní. 
Za dalších pět let dokončil další, pod názvem U stolu a stejnojmenným singlem, který, jak sám říká, vznikl jen jako „hospodská hymna“ a nemá s ostatními skladbami nic společného.
Jeho dosud nejúspěšnějším albem se stalo třetí, resp. stejnojmenný singl „Až se znova narodím“, kde se objevuje téma reinkarnace v souvislosti s lidmi člověku blízkými.
Téma přátelství je častým v jeho textech vedle vztahu muže a ženy a obecných témat lidského života. Také se objevuje často problematika plynoucího času. Stejně tak skladby s jemným humorem či nadsázkou.
V současnosti[kdy?] je těsně před vydáním nového singlu ke čtvrtému albu Věř, které vyjde v roce 2023 ve více alternativně-rockovém kabátě.[potřebuje aktualizovat]
Jako vedlejší projekt píše trampsko-folkové písničky, v nichž navazuje na svoje písničkářství z období školních let, které se však také umístily vč. 1. místa v hitparádě Country rádia.
Veškeré klipy mu natáčí jeho syn Matěj Pavlata, foto Jan Pavlata.
V roce 2000 postavil dva velké kanadské sruby v Orlických horách – sruby Haida, kde pořádal mnoho koncertů nejznámějších českých skupin, ale i zahraničních interpretů z USA, Británie, Chile atd.

## Diskografie
- 2014: Nic nemusíš
- 2019: U stolu
- 2022: Až se znova narodím
- 2023: Věř